# Tertullian Pyne
Tertuliano Pyne foi um padre anglicano na Inglaterra durante o século XVI.
Pyne nasceu em Devon e foi educado no St John's College, em Oxford. Ele viveu em Swanscombe e foi nomeado arquidiácono de Sudbury em 1593.